# Atalanta BC
Atalanta Bergamasca Calcio este un club de fotbal din Bergamo, Italia, care evoluează în Serie A. Locul de desfășurare a meciurilor de acasă este stadionul Atleti Azzurri d'Italia cu o capacitate de 24.726 locuri.

## Palmares
| Național | Liga italiană | Cea mai bună clasare | Sezoane                            |
| -------- | ------------- | -------------------- | ---------------------------------- |
| Național | Serie A       | Locul 3 :            | 2019, 2020, 2021, 2025             |
| Național | Serie B       | Campioni :           | 1928, 1940, 1959, 1984, 2006, 2011 |
| Național | Serie C       | Campioni :           | 1982                               |
| Național | Cupa Italiei  | Campioni :           | 1963                               |
| Național | Cupa Italiei  | Finalistă :          | 1987, 1996, 2019, 2021, 2024       |

| UEFA | Liga Campionilor | Liga Campionilor | Europa League | Europa League | Cupa Cupelor      |
| ---- | ---------------- | ---------------- | ------------- | ------------- | ----------------- |
| UEFA | Sferturi : 2020  | Optimi : 2021    | Campioni :    | 2024          | Semifinala : 1988 |

## Lotul actual
La 21 iulie 2025.
| Nr. |                       | Poziție | Jucător                           |
| --- | --------------------- | ------- | --------------------------------- |
| 3   | Coasta de Fildeș      | F       | Odilon Kossounou                  |
| 4   | Suedia                | F       | Isak Hien                         |
| 6   | Ghana                 | M       | Ibrahim Sulemana                  |
| 8   | Croația               | M       | Mario Pašalić                     |
| 9   | Italia                | A       | Gianluca Scamacca                 |
| 11  | Nigeria               | A       | Ademola Lookman                   |
| 13  | Brazilia              | M       | Éderson                           |
| 15  | Țările de Jos         | M       | Marten de Roon (vice-căpitan)     |
| 16  | Italia                | F       | Raoul Bellanova                   |
| 17  | Belgia                | M       | Charles De Ketelaere              |
| 19  | Albania               | F       | Berat Djimsiti (al 3-lea căpitan) |
| 23  | Bosnia și Herțegovina | F       | Sead Kolašinac                    |
| 24  | Serbia                | M       | Lazar Samardžić                   |
| 27  | Italia                | F       | Marco Palestra                    |

| Nr. |               | Poziție | Jucător            |
| --- | ------------- | ------- | ------------------ |
| 29  | Italia        | P       | Marco Carnesecchi  |
| 31  | Italia        | P       | Francesco Rossi    |
| 42  | Italia        | F       | Giorgio Scalvini   |
| 44  | Italia        | M       | Marco Brescianini  |
| 70  | Italia        | A       | Daniel Maldini     |
| 77  | Italia        | M       | Davide Zappacosta  |
|     | Italia        | F       | Honest Ahanor      |
|     | Italia        | P       | Marco Sportiello   |
|     | Ghana         | M       | Kamaldeen Sulemana |
|     | Țările de Jos | F       | Mitchel Bakker     |
|     | Italia        | F       | Giovanni Bonfanti  |
|     | Mali          | A       | El Bilal Touré     |
|     | Anglia        | F       | Ben Godfrey        |

### Împrumutați
La 22 iulie 2025.
| Nr. |         | Poziție | Jucător                                              |
| --- | ------- | ------- | ---------------------------------------------------- |
|     | Italia  | F       | Andrea Ceresoli (at Benevento până pe 30 iunie 2026) |
|     | Italia  | M       | Emmanuel Gyabuaa (at Avellino până pe 30 iunie 2026) |
|     | Camerun | A       | Jonathan Italeng (at Südtirol până pe 30 iunie 2026) |

| Nr. |         | Poziție | Jucător                                                   |
| --- | ------- | ------- | --------------------------------------------------------- |
|     | Camerun | A       | Frederick Samuel Ndongue (at Lecco până pe 30 iunie 2026) |
|     | Serbia  | A       | Vanja Vlahović (at Spezia până pe 30 iunie 2026)          |